# Савичевский, Вацлав
Ва́цлав Лю́двик Савиче́вский  (пол. Wacław Ludwik Sawiczewski; 7 января 1874 — 25 апреля 1896) — польский драматург.
Родился 7 января 1874 года в селе Дзекановице Краковского повята. Внук Florian Sawiczewski — врача, аптекаря, ректора Краковского университета. В Кракове получил среднее образование и поступил в университет на философский факультет. В 1894 году с рвением приступил к литературной работе. Писал под псевдонимами Ludwik Neli и Oława.
Пьесы Савичесвкого «Z powrotem», «Na bezdrożach», «Amulet» представляют подражание Г. Зудерману. Художественными достоинствами отличается рассказ Савичесвкого «Grafoman».
Умер 25 (или 27) апреля 1896 года в Кракове. Похоронен на Раковицком кладбище.